# Cugand

Cugand este o comună în departamentul Vendée, Franța. În 2009 avea o populație de 3,161 de locuitori.